# Мак, Кристи
Кристи Мак (англ. Christy Mack; род. 9 мая 1991 года, Чикаго, Иллинойс, США) — американская модель и порноактриса.

## Личная жизнь

### Увлечения
Кристи Мак родилась в городе Чикаго, штат Иллинойс. У Кристи есть несколько собак породы питбуль. Также в хобби девушки входит шитье и вождение машины. Любимая модель автомобиля Кристи: Porsche 997 Twin Turbo.

### Отношения с Джонатаном Коппенхейвером
Некоторое время она встречалась с бойцом MMA Джонатаном Коппенхейвером, известным по прозвищу «Боевая машина» (англ. War Machine). В мае 2014 года они расстались. 8 августа 2014 Коппенхейвер вломился ночью в дом Мак, где та была с новым бойфрендом, и зверски избил обоих, сначала выставив за дверь её бойфренда, а затем избив Кристи, пока та принимала душ. В результате побоев Кристи получила множественные переломы костей (только на лице были сломаны не менее 18 костей; также были насчитаны серьёзные повреждения рёбер) и многочисленные ушибы органов (в том числе и печени), потеряла несколько зубов и лишилась части волос на голове. С её же слов, Коппенхейвер чуть не зарезал её.
15 августа 2014 года Коппенхейвер был арестован и помещён под стражу, ему предъявили обвинения в покушении на убийство. Коппенхейвер полностью признал свою вину и раскаялся за совершённое, попытавшись даже несколько раз совершить суицид. Присяжные признали его виновным после 8-часового совещания по 29 пунктам обвинения из 34 возможных, в том числе в покушении на убийство и попытке изнасилования. 5 июня 2017 года Коппенхейвер был приговорён к пожизненному лишению свободы без права на помилование в течение 36 лет.

## Карьера в порнофильмах
Карьеру в порно начала в 2012 году. Снялась в более чем 30 фильмах. Закончила карьеру в порно-индустрии в 2014 году. На данный момент является владельцем интернет-магазина.

## Премии и номинации
| Год  | Премия      | Категория | Фильм                             | Результат |
| ---- | ----------- | --- | --------------------------------- | --------- |
| 2013 | Freeones    | Мисс FreeOnes | н/д                               | Победа    |
| 2013 | Freeones    | Лучший новичок | н/д                               | Победа    |
| 2013 | Venus Award | Лучшая международная актриса | н/д                               | Победа    |
| 2014 | AVN Award   | Лучшая сцена лесбийского группового секса (с Лекси Белл, Бонни Роттен и Джией Димарко)                                                     | Brazzers Presents: The Parodies 3 | Номинация |
| 2014 | AVN Award   | Лучшая сцена секса мужчина/женщина (с Тони Рибасом)                                                                                        | Planting Seeds 3                  | Номинация |
| 2014 | AVN Award   | Лучшая сцена группового секса (с Келли Мэдисон, Кендрой Ласт, Аниккой Элбрайт, Бруклин Чейс, Джеком Джой, Роми Рейном и Райаном Мэдисоном) | The Madison’s Mad Mad Circus      | Номинация |
| 2014 | AVN Award   | Лучшая новая старлетка | н/д                               | Номинация |
| 2014 | AVN Award   | Лучшая сцена стриптиза | Trashy                            | Номинация |
| 2014 | AVN Award   | Лучшая сцена триолизма — Ж/Ж/М (с Бэйли Блю и Тони Рибасом)                                                                                | I Am Christy Mack                 | Номинация |
| 2014 | AVN Award   | Самая многообещающая новая старлетка (награда зрителей)                                                                                    | н/д                               | Победа    |
| 2014 | XBIZ Award  | Лучшая новая старлетка | н/д                               | Победа    |
| 2014 | XBIZ Award  | Переходящая звезда года | н/д                               | Номинация |
| 2014 | XBIZ Award  | Лучший сайт года | ChristyMack.com                   | Номинация |
| 2014 | XRCO Award  | Новая старлетка | н/д                               | Номинация |

## Фильмография
- Amazing Asses 8 (2013)
- Anal Lessons (2012)
- Big Anal Asses (2013)
- Bra Busters 4 (2013)
- Dark Knight XXX: A Porn Parody (2012)
- Getting Schooled (2013)
- I Have A Wife 25 (2013)
- Let’s Try Anal (2013)
- Pornstars Like It Big 16 (2013)
- Tattooed Anal Sluts (2012)
- Whore’s INK (2013)
- Oil Overdose (2014)
- Harvest Moon (2013)